# Muribeca
Muribeca är en kommun i Brasilien.   Den ligger i delstaten Sergipe, i den östra delen av landet, 1 300 km nordost om huvudstaden Brasília. Antalet invånare är 7 342.
Omgivningarna runt Muribeca är huvudsakligen savann. Runt Muribeca är det ganska tätbefolkat, med 72 invånare per kvadratkilometer.